# 泽奎替奈
泽奎替奈（INN：zelquistinel；开发代号：GATE-251、AGN-241751）是一种口服活性小分子NMDA受体调节剂。Gate Neurosciences正在开发该药物以用于治疗重度抑郁症，该药物此前由艾尔建开发。
泽奎替奈通过NMDA受体上的独特结合位点（独立于甘氨酸位点）发挥作用，以调节受体活性并增强NMDA受体介导的突触可塑性。其作用机制与雷帕替奈相似。然而，与雷帕替奈不同的是，泽奎替奈具有口服生物利用度、更高的效力和改进的药物特性。
2018年7月23日，美国食品药品监督管理局授予泽奎替奈开发快速通道资格，作为重度抑郁症的研究性新疗法。截至2019年8月，该药物已完成IIa期临床试验。